# Шишкув (Опольское воеводство)
Ши́шкув (пол. Szyszków) — село в Польше в гмине Прашка Олесненского повета Опольского воеводства.

## География
Село находится в 3 км от административного центра гмины города Прашка, 18 км от административного центра повета города Олесно и 54 км от центра воеводства Ополе.

## История
В 1975—1998 годах село входило в Ченстоховское воеводство.